# ルドルフ・キンスキー
ルドルフ・フュルスト（侯爵）・キンスキー・フォン・ヴヒニッツ・ウント・テッタウ（Rudolf Fürst Kinsky von Wchinitz und Tettau, 1802年3月30日 - 1836年1月27日）は、ボヘミアの上級貴族キンスキー・フォン・ヴヒニッツ・ウント・テッタウ侯爵家の第6代当主。全名はルドルフ・ヨーゼフ・アントン・フェルディナント・フランツ・レオンハルト・ヴィルヘルム・グイド（Rudolf Josef Anton Ferdinand Franz Leonhard Wilhelm Guido）。

## 生涯
キンスキー侯フェルディナント（1781年 - 1812年）とその妻のケルペン男爵夫人マリー・シャルロッテ（1782年 - 1841年）の間の長男として生まれ、1812年の父の落馬事故死と同時に侯爵家の家督を継いだ。ボヘミアン・スイス（Böhmische Schweiz）の険しい山岳地帯を切り開き、主にディッタースバッハ（現在のチェコ領ウースチー州イェトジホヴィツェ）の開発を進めた。イェトジホヴィツェの小山ルドルフシュタイン（現在はルドルフヴ・カーメン/Rudolfův kámen）はルドルフに因んで名づけられた。
1825年5月12日にプラハにおいて、コロレード＝マンスフェルト伯爵夫人ヴィルヘルミーネ（1804年 - 1871年）と結婚し、嫡男のフェルディナント・ボナフェントゥラ（1834年 - 1902年）をはじめ1男5女の6人の子女をもうけた。